# Pternopetalum asplenioides
Pternopetalum asplenioides är en flockblommig växtart som först beskrevs av H.Boissieu, och fick sitt nu gällande namn av Hand.-mazz. Pternopetalum asplenioides ingår i släktet Pternopetalum och familjen flockblommiga växter. Inga underarter finns listade i Catalogue of Life.